# Оренбургский областной комитет КПСС
Оренбургский областной комитет КПСС существовал с декабря 1934 года по ноябрь 1991 года в Оренбурге. 
В январе 1963 года обком был разделен на промышленный и сельский областные комитеты КПСС. В январе 1965 года промышленный и сельский обкомы КПСС были вновь объединены в обком КПСС.
23 августа 1991 года деятельность КПСС на территории РСФСР приостановлена, а 6 ноября того же года запрещена.

## 1-е секретари Оренбургского (в 1938—1957 гг. — Чкаловского) обкома ВКП(б) — КПСС
- Горкин Александр Фёдорович (декабрь 1934 — июль 1937)
- Митрофанов Пётр Васильевич (июль — октябрь 1937)
- Раков Григорий Петрович (и.о., октябрь 1937 — май 1938)
- Дубровский Александр Афанасьевич (май 1938 — май 1942)
- Денисов Георгий Апполинарьевич (май 1942 — ноябрь 1948)
- Корчагин Павел Николаевич (ноябрь 1948 — ноябрь 1955)
- Полянский Дмитрий Степанович (ноябрь 1955 — февраль 1957)
- Воронов Геннадий Иванович (февраль 1957 — январь 1961)
- Шурыгин Виктор Александрович (январь 1961 — январь 1963)

В январе 1963 г. обком разделён на промышленный и сельский.
- Шурыгин Виктор Александрович (январь 1963 — апрель 1964) — 1-й секретарь Оренбургского сельского обкома КПСС
- Коваленко Александр Власович (апрель — декабрь 1964) — 1-й секретарь Оренбургского сельского обкома КПСС
- Петров Борис Александрович (январь 1963 — декабрь 1964) — 1-й секретарь Оренбургского промышленного обкома КПСС

В январе 1965 г. промышленный и сельский обкомы вновь объединены.
- Коваленко Александр Власович (декабрь 1964 — декабрь 1980)
- Баландин Анатолий Никифорович (декабрь 1980 — август 1989)
- Колиниченко Анатолий Фёдорович (август 1989 — август 1991)